# 2-Fluoroetanol
2-Fluoroetanol – organiczny związek chemiczny z grupy alkoholi, fluorowa pochodna etanolu. Stosowany jako środek przeciw gryzoniom (rodentycyd) oraz insektycyd.